# جزایر لائو

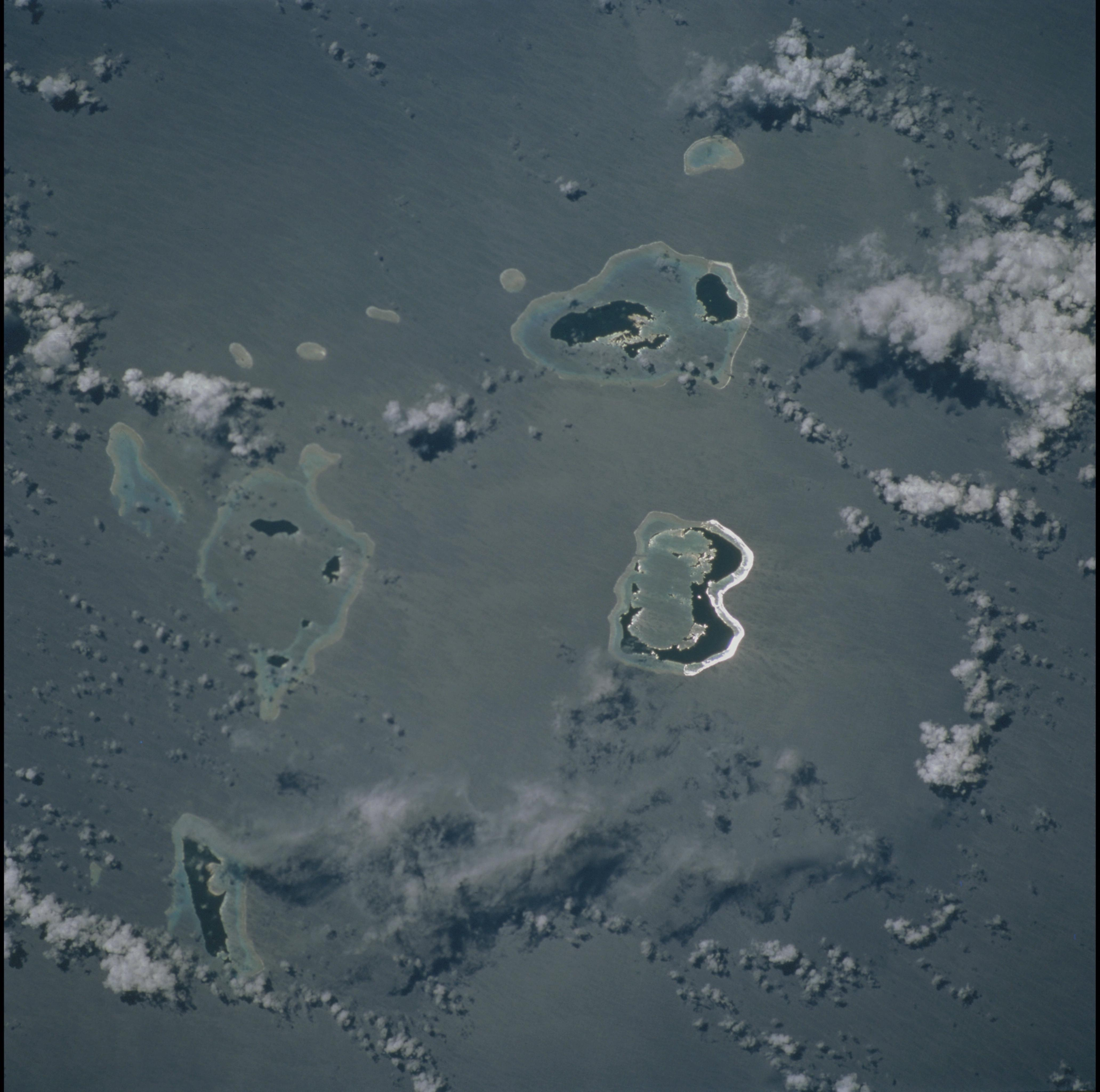
نقشه هوایی جزایر لائو

جزایر لائو (انگلیسی: Lau Islands) (همچنین معروف به گروه لائو، گروه شرقی، مجمع‌الجزایر شرقی) متعلق به فیجی جزیره‌هایی هستند واقع در اقیانوس آرام جنوبی، درست در شرق دریای کورو.
از این زنجیره حدود شصت جزیره بزرگ و کوچک، حدود سی جزیره مسکونی‌اند. گروه لائو ۴۸۷ کیلومتر مربع مساحت دارند و در تازه‌ترین سرشماری، در سال ۲۰۰۷، جمعیت آن‌ها ۱۰٬۶۸۳ نفر بود. در حالی که بیشتر جزایر شمالی گروه لائو مرتفع و دارای منشأ آتشفشانی هستند، جزایر جنوبی جزیره‌های کربناتی کم‌ارتفاع هستند.
جزایر لائو از نظر اداری متعلق به استان لائو هستند.